# 土城镇 (习水县)
土城镇，是中华人民共和国贵州省遵义市习水县下辖的一个乡镇级行政单位。

## 行政区划
土城镇下辖以下地区：
团结街道社区、长征街道社区、长坝村、红卫村、幸福村、同心村、齐心村、青杠坡村、黄金湾村、九龙囤村、水狮坝村、五星村、高坪村、群峰村、黔沿村、统一村、天星桥村和红花村。